# パン (お笑いコンビ)
パンは、かつてよしもとクリエイティブ・エージェンシーに所属していたお笑いコンビ。以前はSMA NEET Projectに所属。

## メンバー
- 確変総長（かくへんそうちょう 1976年2月16日 - ）

本名：多和田 初美（たわだ はつみ）。滋賀県出身。血液型はO型。身長158cm、体重48kg。歴女であり元ヤンでもある。
MA日本キックボクシング連盟プロライセンスを持っている。
かつては女子プロレスラーとしてLLPWに所属していた。
以前は「パーカーバッカ」（2003年9月まで）、「カランコロン」というコンビで活動、コンビを組んでいなかった間はピン芸人「確変チャンス」としても活動。
- こはる（1974年1月5日 - ）

本名：平川 千晴（ひらかわ ちはる）。福岡県みやま市出身。血液型はB型。身長159cm、体重70kg。
大阪NSC14期生。
芸人引退後は、金母（kinka）という名前で占い師、ヒーラーとして活動している。

## 概要
コンビ結成当初、映画『下妻物語』をイメージしたロリータとヤンキーの漫才をし始めたが、（確変総長がヤンキーの着る特攻服、こはるがロリータ）次第に、確変総長・こはる共に特攻服を着るようになった。
確変総長は、ナッキィとのコンビ『レディマドンナ』でも活動したことがある。
こはるは、橋本真也を真似して演じるピンネタがある。
正式な解散発表はないが、確変総長は2017年6月21日の時点で元パンとして紹介され、千晴も元芸人パンとして紹介されていることから既に解散したと思われる。